# Saint-Ouen-sur-Morin
Saint-Ouen-sur-Morin ist eine französische Gemeinde mit 526 Einwohnern (Stand: 1. Januar 2022) im Département Seine-et-Marne in der Region Île-de-France. Sie gehört zum Arrondissement Provins und ist Teil des Kantons Coulommiers (bis 2015: Kanton Rebais). Ihre Einwohner werden Audonniens genannt.

## Geographie
Saint-Ouen-sur-Morin liegt etwa 63 Kilometer östlich von Paris am Petit Morin. Umgeben wird Saint-Ouen-sur-Morin von den Nachbargemeinden Saint-Cyr-sur-Morin im Norden und Westen, Bussières im Nordosten, Orly-sur-Morin im Osten sowie Doue im Süden.

## Bevölkerungsentwicklung
| 1962                      | 1968 | 1975 | 1982 | 1990 | 1999 | 2006 | 2012 |
| ------------------------- | ---- | ---- | ---- | ---- | ---- | ---- | ---- |
| 199                       | 208  | 265  | 337  | 479  | 537  | 576  | 553  |
| Quelle: Cassini und INSEE |      |      |      |      |      |      |      |

## Sehenswürdigkeiten

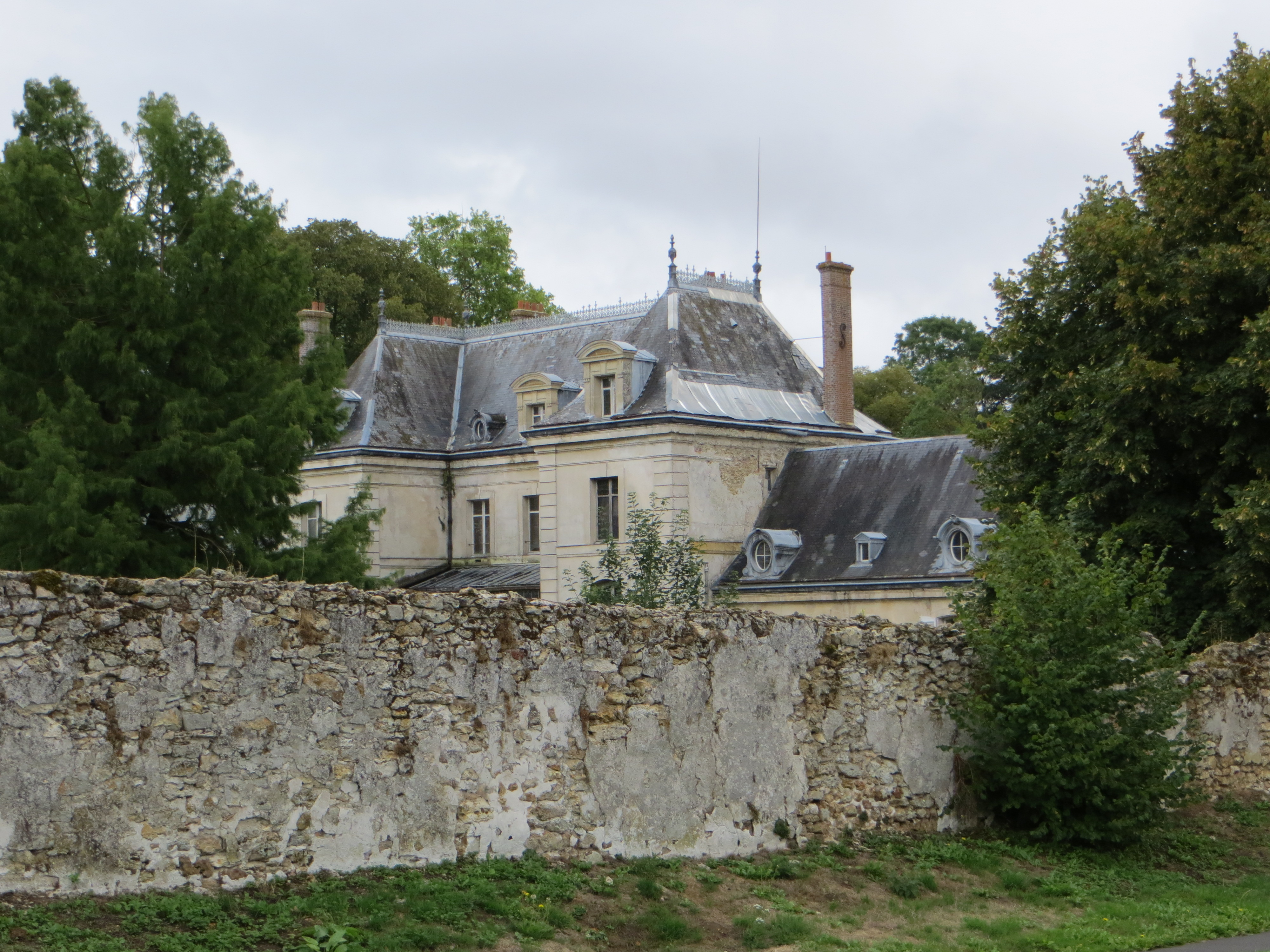
Reste des Schlosses La Brosse

- Reste des Schlosses La Brosse
- Waschhaus